# David O. McKay
David Oman McKay, född 8 september 1873, död 18 januari 1970, var den nionde presidenten för Jesu Kristi Kyrka av Sista Dagars Heliga, från 1951 till 1970. McKay var aktiv generalauktoritet i kyrkan i nästan 64 år, vilket är längre än någon annan i kyrkans historia.
McKay föddes på föräldrarnas gård i Huntsville i Weber County, i närheten av Ogden i vad som då var Utahterritoriet. Hans mor var från Wales och hans far från Skottland. Fadern blev skickad till Skottland som missionär 1880 och den unge David fick då ta del av ansvar för gården tillsammans med sin mor.
1897 tog han examen från University of Utah och skickades därefter som missionär till Skottland. När han återvänt till Utah började han arbeta som lärare och sedan rektor för Weber Stake Academy. 1901 gifte han sig med Emma Ray Riggs i Salt Lake-templet.
1906 blev han kallad att bli medlem i de tolv apostlarnas kvorum, vid 32 års ålder. Han var fortsatt engagerad i Weber Stake Academy och var även ledare för kyrkans söndagsskoleverksamhet. Under 1920-talet reste han mycket i Europa och var under en tid chef för kyrkans europeiska missionsverksamhet.
1934 blev han rådgivare i första presidentskapet åt kyrkans president Heber J. Grant och han var senare även rådgivare åt dennes efterträdare, George Albert Smith. 1950 blev han president för de tolv apostlarnas kvorum och efter Smiths död blev han kyrkans president den 9 april 1951. Han satte stor vikt vid missionsarbete och som president reste han åter i Europa och även i Afrika, Sydamerika och Centralamerika. Hans presidentskap varade i 19 år fram till hans död den 18 januari 1970. Han efterträddes som president av Joseph Fielding Smith. 